# Bill Cartwright
James William „Bill“ Cartwright (* 30. Juli 1957 in Lodi, Kalifornien) ist ein ehemaliger US-amerikanischer Basketballspieler der New York Knicks, Chicago Bulls und der Seattle SuperSonics in der NBA. Der 2,16 Meter große Cartwright spielte die Position des Center und war Mitglied jener Bulls-Teams, die zwischen 1991 und 1993 drei NBA-Titel gewannen.

## Karriere
Nach einer eindrucksvollen College-Karriere bei der University of San Francisco, wo er pro Spiel 25 Punkte und 16 Rebounds erzielte, wurde Cartwright im NBA-Draft von 1979 von den Knicks an 3. Stelle gezogen. Nach seinem ersten Spieljahr wurde er ins NBA All-Rookie Team berufen. Cartwright etablierte sich als guter Center, der pro Spiel 20 Punkte und 8 Rebounds machte und 1980 ins All-Star-Team gewählt wurde. Doch dann brach er sich über die Jahre vier Mal den Fuß, wodurch sein Ertrag nach und nach auf 10 Punkte und 5 Rebounds absank. Nachdem die Knicks Center-Star Patrick Ewing verpflichtet hatten, saß der verletzungsanfällige Cartwright immer öfter auf der Ersatzbank.
1988 wurde Cartwright zu den Chicago Bulls von Superstar Michael Jordan transferiert. Er erfand sich neu als Defensivspezialist und hielt den beiden Korbjägern Jordan und Scottie Pippen den Rücken frei. Unter Trainer Phil Jackson wurden die Bulls von 1991 bis 1993 drei Mal NBA-Meister, jedes Mal mit Cartwright als Stammspieler. 1994 wurde Cartwright zu den Supersonics transferiert, wo er im Alter von 37 noch einmal 29 Spiele bestritt und dann seine Spielerlaufbahn beendete.
Nach seiner Spielerkarriere arbeitete Cartwright als Co-Trainer, zuerst bei den Bulls unter Phil Jackson. Er wurde 2001 Cheftrainer der Bulls, nach schwachen Resultaten allerdings 2003 entlassen. Cartwright war 2008 Co-Trainer bei den Phoenix Suns. Im Jahre 2013 übernahm er den Trainerposten bei der japanischen Mannschaft Osaka Evessa für die restliche Saison 2012/2013.

## Privatleben
Cartwright lebt heute in Lake Forest (Illinois) mit Ehefrau Sheri und vier Kindern: Justin, Jason, James and Kristin.